# Tokyo (Vampires & Wolves)
Tokyo (Vampires & Wolves) is een nummer van de Britse band The Wombats uit 2010. Het is de eerste single van hun tweede studioalbum This Modern Glitch.
Het nummer kent meer synthesizers en heeft een elektronischer randje dan eerdere nummers van The Wombats. Het werd vooral een hit in het Verenigd Koninkrijk, Australië en Nederland. In het Verenigd Koninkrijk bereikte het nummer een bescheiden 23e positie. In de Nederlandse Top 40 wist het de 21e positie te behalen.